# Chula Vista (Texas, Cameron megye)
Chula Vista statisztikai település az USA Texas államának Cameron megyéjében. Lakosainak száma 257 fő (2020. április 1.).

## Népesség
A település népességének változása:

| 2010 | 288 |
| 2020 | 257 |